# Schloss Vasoldsberg
Schloss Vasoldsberg är ett slott i Österrike.   Det ligger i distriktet Graz-Umgebung och förbundslandet Steiermark, i den östra delen av landet, 150 km söder om huvudstaden Wien. Schloss Vasoldsberg ligger 463 meter över havet.
Terrängen runt Schloss Vasoldsberg är lite kuperad. Runt Schloss Vasoldsberg är det ganska tätbefolkat, med 90 invånare per kvadratkilometer.. Närmaste större samhälle är Graz, 11,5 km nordväst om Schloss Vasoldsberg. 
I omgivningarna runt Schloss Vasoldsberg växer i huvudsak blandskog.